# Soven
Soven ist ein Ortsteil der Stadt Dannenberg (Elbe) in der Samtgemeinde Elbtalaue im Landkreis Lüchow-Dannenberg in Niedersachsen.
Das Dorf liegt 3,5 km südöstlich des Randes der Kernstadt Dannenberg in der Jeetzelniederung zwischen dem westlich verlaufenden Jeetzelkanal und der Alten Jeetzel im Osten. Früher wurde es von einem heute nicht mehr existierenden Flussarm tangiert.

## Geschichte
Soven ist ein kleines Wurtendorf mit unregelmäßiger Bauweise. Um 1887/88 zerstörte ein Brand wohl den gesamten südlichen Teil des Dorfes. Beim Wiederaufbau wurde die ursprüngliche Siedlungsform aufgegeben und aufgelockerter gebaut. An die alte Rundlingsstruktur erinnert nur noch eine Stichstraße mit platzartig erweitertem Ende.
Am 1. Juli 1972 wurde Soven in die Stadt Dannenberg (Elbe) eingegliedert.